# Jean De Boë
Jean De Boë (Anderlecht, Bruxelas, 20 de março de 1889 — 2 de janeiro de 1974) foi um tipógrafo, anarquista belga que na segunda década do século XX fez parte do Bando Bonnot, uma organização anarquista ilegalista que atuou em uma série de ações criminosas (assaltos e fraudes) contra as elites francesas nos anos de 1911 a 1913.